# Monte Osorno
Der Monte Osorno ist ein 634 m hoher und verschneiter Berg auf Greenwich Island im Archipel der Südlichen Shetlandinseln. Er ragt zwischen den Eisrinnen an der Nordküste der Insel auf.
Wissenschaftler der 2. Chilenischen Antarktisexpedition (1947–1948) benannten ihn nach dem Vulkan Osorno in Chile.